# Luis Robert Jr.
Luis Robert Jr. (Guantánamo, Cuba, 3 de agosto de 1997) es un jugador profesional cubano de béisbol que se desempeña en la posición de jardinero central en Chicago White Sox, equipo de las Grandes Ligas de Béisbol (MLB). Logró obtener un Guante de Oro.

## Carrera
Robert Jr. comenzó a jugar como profesional en Chicago White Sox, equipo en el que juega hace cinco temporadas.

## Premios
Fue galardonado con el Guante de Oro en una oportunidad (2020).